# Saint-Denis-d’Orques
Saint-Denis-d’Orques – miejscowość i gmina we Francji, w regionie Kraj Loary, w departamencie Sarthe.
Według danych na rok 1990 gminę zamieszkiwały 693 osoby, a gęstość zaludnienia wynosiła 15 osób/km² (wśród 1504 gmin Kraju Loary, Saint-Denis-d’Orques plasuje się na 729. miejscu pod względem liczby ludności, natomiast pod względem powierzchni na miejscu 94.).